# Cheick Doucouré
Cheick Oumar Doucouré (* 8. Januar 2000 in Bamako) ist ein malischer Fußballspieler, der seit Juli 2022 beim englischen Erstligisten Crystal Palace unter Vertrag steht. Der Mittelfeldspieler ist seit November 2018 malischer Nationalspieler.

## Karriere

### Verein
Cheick Doucouré wurde in Mali geboren, zog mit seiner Familie in Aussicht auf ein besseres Leben bereits als Kind in die Elfenbeinküste. Dort begann er mit acht Jahren mit dem Fußballspielen. Nachdem er in mehreren Akademien in Nachbarländern gespielt hatte, ging er mit 16 Jahren zurück nach Mali zu seinem Heimatverein Real Bamako. Im Januar 2018 wechselte von zum französischen Zweitligisten RC Lens. Vorerst spielte er für die Reservemannschaft der Nordfranzosen und kam in der verbleibenden Spielzeit 2017/18 zu keinem einzigen Einsatz in der ersten Mannschaft. Sein Debüt gab er am 27. Juli 2018 beim 2:0-Auswärtssieg gegen US Orléans. In der Saison 2018/19 wurde er direkt zum Stammspieler im Mittelfeld. Sein erstes Tor für Lens gelang ihm am 30. November beim 2:2-Unentschieden gegen den FC Lorient. Doucouré kam in dieser Spielzeit in 31 Ligaspielen zum Einsatz, in denen er zwei Tore erzielte und bei zwei assistierte. In der folgenden Saison 2019/20 bestritt er 21 Ligaspiele, in denen ihm ein Tor und eine Vorlage gelang. Als Tabellenzweiter stieg er mit Sang et Or in die höchste französische Spielklasse auf.
Im Sommer 2022 wechselte er nach England zu Crystal Palace.

### Nationalmannschaft
Im Oktober 2018 wurde Doucouré erstmals in den Kader der malischen Nationalmannschaft nominiert. Sein Debüt gab er am 17. November 2018 beim 1:0-Sieg im Qualifikationsspiel zum Afrika-Cup 2019 gegen Gabun.

## Erfolge
- Aufstieg in die Ligue 1: 2019/20